# بطريان
بطريان هي قرية في مقاطعة أشنوية، إيران. يقدر عدد سكانها بـ 100 نسمة بحسب إحصاء 2016.